# Ambrosiastro
Ambrosiastro ou Ambrosiaster é o escritor de um comentário das epístolas de São Paulo, "breve nas palavras, mas importantes na matéria", e valioso por sua crítica à versão latina do Novo Testamento. Este comentário foi erroenamente atribuído por muito tempo à Santo Ambrósio.

## História
O comentário em si foi escrito durante o papado de Dâmaso I, ou seja, entre 366 e 384 dC, e é considerado um importante documento da versão latina do texto de Paulo antes da Vulgata de Jerónimo e também da interpretação de Paulo antes de Santo Agostinho.
Em 1527, Erasmo lançou dúvidas sobre a acuracidade da atribuição deste documento à Ambrósio. A partir de então, o autor da obra é geralmente chamado de Ambrosiaster (ou Ambrosiastro) ou pseudo-Ambrósio. Por ter sido citado por Agostinho em seu comentário sobre a Epístola aos Romanos como tendo sido escrito por Sanctus Hilarius, ela já foi atribuída também por diversos críticos à quase todos os Hilários existentes. Germain Morin avançou mais a discussão ao sugerir, em 1899, que o escrito tenha sido Isaac, um judeu convertido e autor de um tratado sobre a Trindade e sobre a Encarnação, que estava exilado na Hispânia em 378-380 dC e que posteriormente recaíu de volta ao Judaísmo. Posteriormente, Morin abandonou sua teoria sobre a autoria da obra em favor de Decimus Hilarianus Hilarius, procônsul da África do Norte em 377 dC.
Com esta atribuição, Alexander Souter concorda. Não há quase nada a ser dito sobre a possibilidade de Ambrósio ter escrito o livro antes de ter se tornado bispo e, posteriormente, ter acrescentado os comentários de Hilário de Poitiers sobre Romanos. A melhor apresentação do caso defendendo a autoria de Ambrósio foi feita por P. A. Ballerini em sua edição completa das obras de Ambrósio.
Diversas outras obras menores foram atribuídas a este mesmo autor. Há também a Quaestiones Veteris et Novi Testamenti, cujos manuscritos tem sido tradicionalmente atribuídos à Agostinho. A maior parte dos estudiosos considera esta obra como sendo de pseudo-Ambrósio também.

### Textos
- Heinrich Joseph Vogels, Vinzenz Bulhart, and Rudolf Hanslik. 1966. Ambrosiastri qui dicitur Commentarius in Epistulas Paulinas. Corpus scriptorum ecclesiasticorum Latinorum vol. 81, pt. 1-3. Vindobonae: Hoelder-Pichler-Tempsky (em latim).
- Isaac Judaeus, Isacis Judaei Quae supersunt, ed. A. Hoste, CCL 9 (Turnhout: Brepols, 1957), pp. 331–48 (em inglês).  As questões eram, nesta época, endereçadas à Isaac, o judeu. Atualmente à Ambrosiastro.

### Estudos
- Moreschini, Claudio, and Enrico Norelli. 2005 "Ambrosiaster," in Early Christian Greek and Latin Literature: A Literary History. Peabody, Mass: Hendrickson Publishers.  vol. 2, p. 296-98 (em inglês).
- Mundle, Wilhelm. 1919.  Die Exegese der paulinischen Briefe im Kommentar des Ambrosiaster. (em inglês)
- Queis, Dietrich Traugott von, and Augustine. 1972. Ambrosiaster: Quaestiones Veteris et Novi Testamenti. Quaestio 115: De fato. Basel. (em latim)
- «Ambrosiaster's Political Theology.» (em inglês). Rockliffe, S. 2007 - Oxford.
- «A study of Ambrosiaster» (em inglês). Souter, Alexander. 1905 - Cambridge [Eng.]: The University Press.
- «The earliest Latin commentaries on the Epistles of St. Paul; a study» (em inglês). Souter, Alexander. 1927 - Oxford: Clarendon Press.